# Saint-Léger-de-la-Martinière
Saint-Léger-de-la-Martinière korábbi község Franciaország Új-Aquitania régiójában, Deux-Sèvres megyében. 
Lakosainak száma 947 fő (2018. január 1.). Saint-Léger-de-la-Martinière Beaussais-Vitré, Chail, Chey, Lezay, Melle, Pouffonds, Saint-Vincent-la-Châtre, Sepvret és Fontivillié községekkel határos.
2019. január 1-jén négy másik korábbi községgel egyesült és az így létrejött Melle új község része lett.

## Népesség
A település népessége az elmúlt években az alábbi módon változott:
| Lakosok száma | 1018 | 988  | 1020 | 946  | 947  |
|               | 2013 | 2015 | 2016 | 2017 | 2018 |